# Horik II.

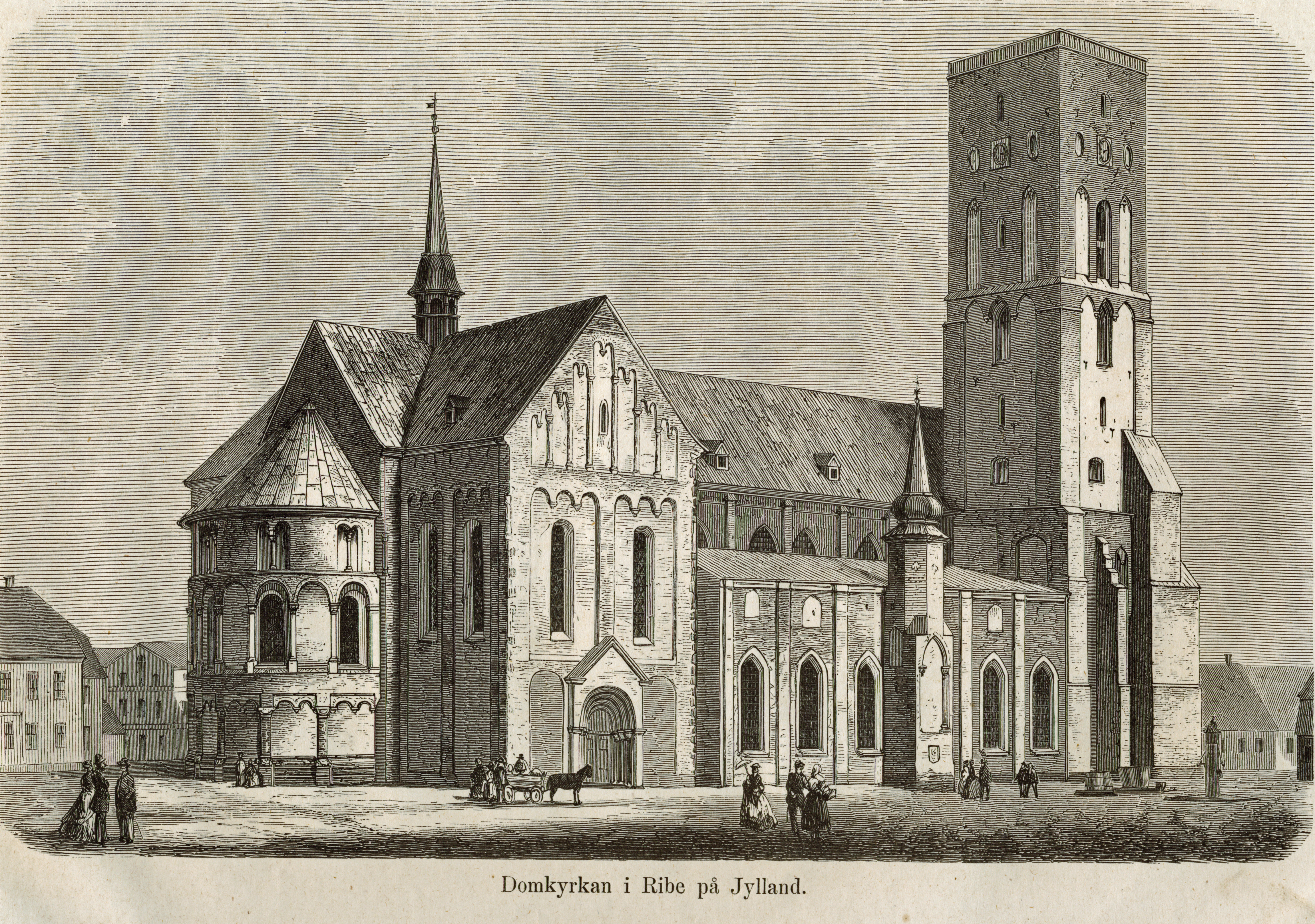
Die unter Horik II. errichtete Kirche in Ripen wurde später zum Dom und existiert noch heute.

Horik II. (auch Hårik, Haarik oder Erik) (* um 840; † nach 870) war ein dänischer Wikinger und zwischen 854/57 und 870/73 König in Jütland und Schleswig. Die eingedeutschte Namensform Erich II. darf nicht verwechselt werden mit Erich II. von Dänemark († 1137), Erich II. von Schleswig († 1325) oder anderen niedersächsischen, mecklenburgischen und pommerschen Trägern dieses Namens.
Horik II. war vermutlich ein Sohn Horiks I. und Enkel Gudfreds.

## Beinamen
Horik II. wird auch als Erik Barn (d. h. „Erich, das Kind“) bzw. als Horik den Yngre (d. h. „Horik der Jüngere“) überliefert. Den Beinamen „das Kind“ erhielt er, weil er nach den auf Gudfreds Tod folgenden Bruderkämpfen und Bürgerkriegen als einzig überlebendes Kind seiner Sippe auf den Thron gelangte. Der Beiname „der Jüngere“ wurde zur Unterscheidung von seinem Vorgänger Horik I. („der Ältere“) benutzt. Der gelegentlich ebenfalls überlieferte Beiname „der Mächtige“ deutet an, dass Horik II. nicht von den auf Seeland und in Schonen regierenden Königen abhängig war. Möglicherweise hatte Horik seinerseits nach König Sigurd Ragnarssons Tod Seeland und Schonen unterworfen.

## Wikinger
In Horiks Regierungszeit fallen langwierige Kämpfe mit anderen dänischen Teilkönigen und rivalisierenden Thronanwärtern ebenso wie zahlreiche Einfälle dänischer Wikinger in England und ins Frankenreich. Inwieweit Horik oder unterlegene Thronrivalen direkt in diese Wikingerangriffe verwickelt waren, ist unterschiedlich überliefert worden.
Bis 857 musste sich Horik II. zunächst des Wikingers Rörik von Dorestad erwehren, der mit Unterstützung des fränkischen Karolinger-Kaisers Lothars I. bzw. dessen Sohnes Lothar II. in Jütland einfiel und ebenfalls nach der Macht strebte. Horik musste Rörik zunächst Haithabu überlassen und sich ins übrige Südjütland zurückziehen, konnte Haithabu kurz darauf aber zurückgewinnen, als (andere) dänische Wikinger im Gegenzug Dorestadt eroberten. Saxo Grammaticus’ Gesta Danorum überhöhte Horiks Kampf als Abwehr einer fränkisch-karolingischen Ausbreitung über ganz Schleswig und Jütland.

## Verfolger und Förderer des Christentums
Bereits Horiks II. Vorgänger Horik I. hatte die christlichen Missionare zunächst vertrieben, ihre erste Kirche in Haithabu (Schleswig) zerstört und ihr Missionszentrum Hamburg niedergebrannt, ihnen dann aber doch die Wiedererrichtung der Kirche in Haithabu gestattet. Auch Horik II. galt zunächst als Gegner der Christianisierung Dänemarks und als Verfolger der Christen, der die gerade erst wiedereröffnete Kirche in Haithabu erneut schließen ließ. Der Heilige Ansgar soll ihn aber zumindest insoweit bekehrt haben, dass er um 860 die Kirche in Haithabu wieder öffnen ließ und ihm sogar gestattete, in Ripen eine zweite Kirche zu bauen. (Anderen Angaben zufolge habe bereits Horik I. die Erlaubnis zum Bau der Kirche in Ripen gegeben.) Auch die Erlaubnis zum Bau einer dritten Kirche in Aarhus wird gelegentlich Horik II. zugeschrieben, obwohl sie wohl erst unter seinem Nachfolger Frotho I. errichtet wurde.
Es ist umstritten, ob die von Ansgars Nachfolger Rimbert in der Vita Ansgari überlieferte Behauptung, Horik II. sei 858 selbst Christ geworden, zutrifft. Er soll zwar Geschenke an Papst Nikolaus I. geschickt haben, dessen Aufforderung zum Glaubensübertritt aber offenbar nie nachgekommen sein.

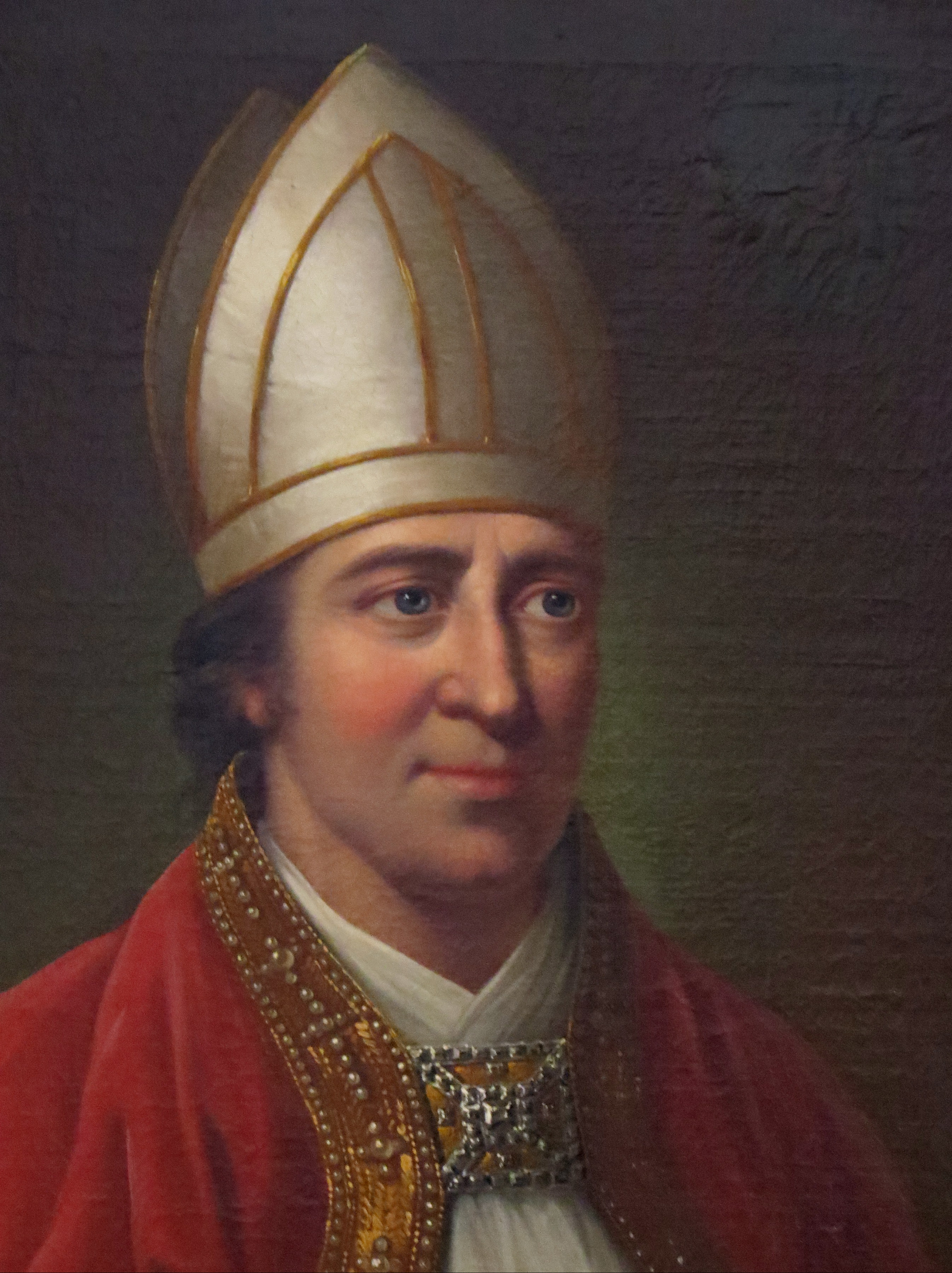
Heiliger Ansgar († 865)
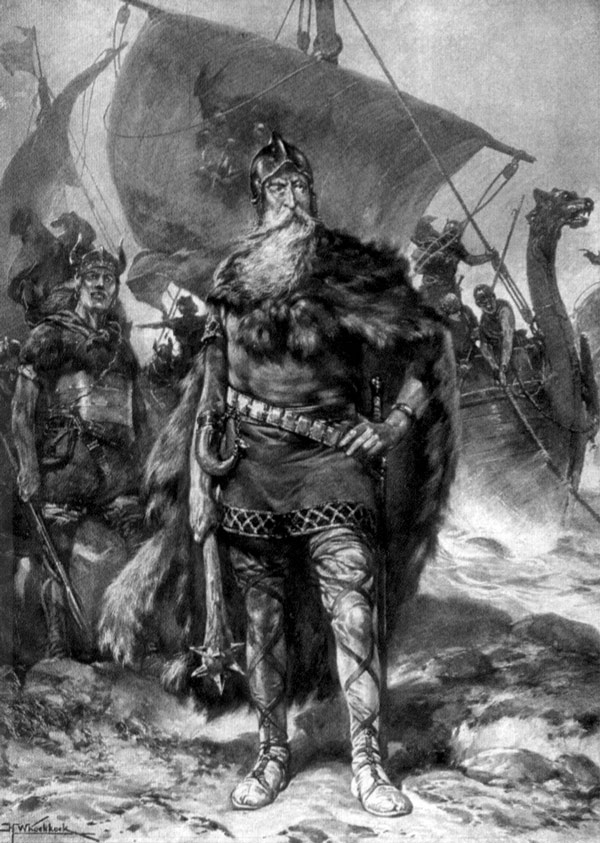
Rörik von Dorestad
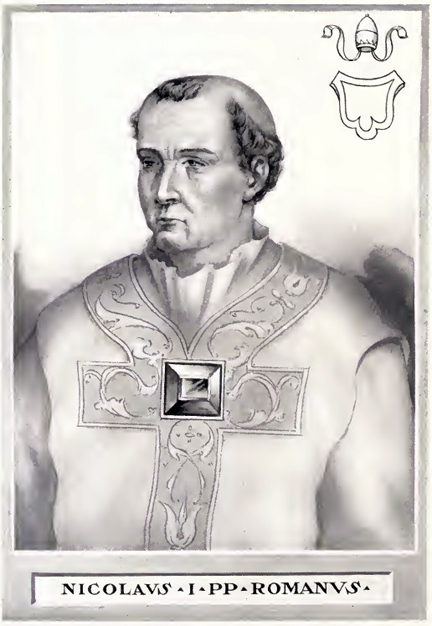
Papst Nikolaus I. († 867)